# Beyrouth 39
Beyrouth 39 est un projet mené en collaboration entre le Hay Festival, l'événement de l'Unesco Capitale mondiale du livre avec Beyrouth comme capitale en 2009, le magazine Banipal et le British Council, entre autres.

## Objectif du projet
Il consiste à sélectionner 39 des écrivains arabes parmi les plus prometteurs ayant moins de quarante ans, à les faire connaître davantage et à favoriser les échanges entre ces auteurs. Le projet a été réalisé en 2009 et 2010. Il faisait suite au projet Bogota39, en 2007 (et renouvelé en 2017) pour identifier les jeunes écrivains latino-américains les plus prometteurs. Dans le cadre de Port Harcourt, Capitale mondiale du livre 2014, un nouveau projet, Africa39, a été lancé par Hay Festival, mettant en vedette 39 écrivains ayant moins de quarante ans et originaire de l'Afrique subsaharienne.

## Déroulement
Les exigences de Beyrouth 39, pour qu'un écrivain soit admissible, stipulaient que l'auteur soit né en 1970 ou après, et qu'il soit d'origine arabe, avec au minimum une publication à son actif. Le jury de sélection des 39 heureux élus a inclus le critique littéraire égyptien Gaber Asfour, le poète et journaliste libanais Abdo Wazen, l'écrivaine libanaise Alawiya Sobh et le poète et journaliste Saif al-Rahbi, du sultanat d'Oman. Une anthologie réunissant les 39 auteurs a été publiée : Beirut39: New Writing from the Arab World. L'édition a été dirigée par Samuel Shimon du magazine Banipal et l'anthologie a été publiée par Bloomsbury Publishing en 2010. Cet ouvrage a été édité en arabe et en anglais.

## Liste des auteurs
- Abdelaziz Errachidi (1978), Maroc
- Abdelkader Benali (1975), Pays-Bas
- Abdellah Taïa (1973), Maroc
- Abderrahim Elkhassar (1975), Maroc
- Abderrazak Boukebba (1977), Algérie
- Abdullah Thabit (1973), Arabie Saoudite
- Adania Shibli (1974), Palestine
- Ahmad Saadawi (1973), Irak
- Ahmad Yamani (1970), Égypte
- Ala Hlehel (1974), Palestine
- Bassim al Ansar (1970), Irak
- Dima Wannous (1982), Syrie
- Faïza Guène (1985), France
- Hala Kawtharani (1977), Liban
- Hamdy el Gazzar (1970), Égypte
- Hussein al Abri (1972), Oman
- Hussein Jelaad (1970), Jordanie
- Hyam Yared (1975), Liban
- Islam Samhan (1982), Jordanie
- Joumana Haddad (1970), Liban
- Kamel Riahi (1974), Tunisie
- Mansour El Souwaim (1970), Soudan
- Mansoura Ez Eldin (1976), Égypte
- Mohammed Hasan Alwan (1979), Arabie Saoudite
- Mohammad Salah al Azab (1981), Égypte
- Nagat Ali (1975), Égypte
- Najwa Binshatwan (1970), Libye
- Najwan Darwish (1978), Palestine
- Nazem El Sayed (1975), Liban
- Rabee Jaber (1972), Liban
- Randa Jarrar (1978), USA
- Rosa Yassin Hassan (1974), Syrie
- Samar Yazbek (1970), Syrie
- Samer Abou Hawwash (1972), Liban
- Wajdi al Ahdal (1973), Yémen
- Yahya Amqassim (1971), Arabie Saoudite
- Yassin Adnan (1970), Maroc
- Youssef Rakha (1976), Égypte
- Zaki Baydoun (1981), Liban